# كارلوس فيرونا
كارلوس فيرونا (بالإسبانية: Carlos Verona)‏ هو دراج إسباني، ولد في 4 نوفمبر 1992 في سان لورنزو دي الإسكوريال في إسبانيا.

## وصلات خارجية
- كارلوس فيرونا على موقع الاتحاد الدولي للدراجات (الإنجليزية)
- كارلوس فيرونا على موقع أرشيف الدراجات (الإنجليزية)
- كارلوس فيرونا على موقع إحصائيات الدراجات الإحترافية (الإنجليزية)
- كارلوس فيرونا على موقع نسبة الدراجات (الإنجليزية)
- كارلوس فيرونا على موقع CycleBase (الإنجليزية)